# Frank Finlay
Francis Finlay, CBE, (Lancashire, 6 de agosto de 1926 - Surrey, 30 de janeiro de 2016) foi um ator inglês.
Finlay foi um dos membros fundadores do Teatro Nacional britânico, participou de filmes como Os Três Mosqueteiros, onde atuou com Oliver Reed e Richard Chamberlain, e Othello, onde recebeu as indicações ao Oscar, Globo de Ouro e Bafta.
Morreu de insuficiência cardíaca em sua casa, em Surrey, Inglaterra, em 30 de janeiro de 2016.